# Tomáš Malec (Fußballspieler)
Tomáš Malec (* 5. Januar 1993 in Trenčín) ist ein slowakischer Fußballspieler.

## Karriere
Malec begann seine Karriere beim Zweitligisten FK AS Trenčín. Mit Trenčín konnte er 2011 in die Fortuna liga aufsteigen. Im Juli 2011 debütierte er in der höchsten slowakischen Spielklasse, als er am ersten Spieltag der Saison 2011/12 gegen den ŠK Slovan Bratislava in der 85. Minute für Aldo Baéz eingewechselt wurde.
Die Saison 2012/13 verbrachte Malec leihweise beim Zweitligisten MFK Tatran Liptovský Mikuláš. Nach seiner Rückkehr zum Erstligisten konnte er in der Saison 2013/14 mit 14 Treffern slowakischer Torschützenkönig werden. Im Sommer 2014 wurde er nach Norwegen an Rosenborg Trondheim verliehen. Nach 20 Ligaspielen für die Norweger, bei denen er meistens von der Bank kam, wurde er 2015 nach Tschechien an den SK Sigma Olmütz weiterverliehen.
Zur Saison 2016/17 wechselte er zum österreichischen Zweitligisten LASK Linz, wurde jedoch direkt zurück nach Norwegen an den Lillestrøm SK verliehen.